# グロスターポイントの戦い
グロスターポイントの戦い（グロスターポイントのたたかい、英: Battle of Gloucester Point）は、南北戦争開戦直後の1861年5月7日に、バージニア州のグロスターポイントで起きた北軍砲艦と南軍砲台の砲撃戦である。サウスカロライナ州チャールストン港のサムター砦で南北戦争が始まったとき、すなわち1861年4月14日から3週間後のことであり、少なくともバージニア州では最初の交戦となった。南軍はヨーク川の北岸グロスターポイントの砲台にバージニア州の部隊が守備についていたものであり、このときバージニア州は正式にアメリカ連合国に加盟していなかったので、公式の南軍ではなかった。対する北軍は海軍の砲艦USSヤンキー1隻だった。この戦争初期に北軍海軍と南軍の陸上砲台が交戦した戦闘が幾つかあったが、これは北軍による海上封鎖、特にチェサピーク湾に対する封鎖行動の一部として起こった。またバージニア州の川を北軍が軍用にも商業用にも利用する可能性を、南軍が否定したという意味もあった。

## 背景
1861年4月15日、サムター砦のアメリカ陸軍守備隊が南軍に降伏した1日後、エイブラハム・リンカーン大統領は、南軍に占領された資産を取り返し、アメリカ連合国を形成したディープサウスの奴隷州7州の反乱初期段階にある軍を抑圧するために、75,000名の志願兵募集を呼びかけた。バージニア州を含め、奴隷制度を容認していたアッパーサウス4州は、この目的のために軍隊を提供することを拒否した。これらの州は即座に、アメリカ連合国に加盟するためにアメリカ合衆国から脱退の手続きを始めた。
4月17日、バージニア州リッチモンドで開催されたバージニア州脱退会議に以前から選ばれていた代議員がアメリカ合衆国からの脱退条例を可決した。この条例は5月23日に予定される住民投票で批准される必要があった。それでも会議の決議があり、バージニア州知事ジョン・レッチャーが住民投票を行う前にアメリカ合衆国からバージニア州を事実上脱退させていた。特に会議では州知事が志願兵を招集してバージニア州の軍隊に加え、連邦政府の軍事行動に対してバージニア州を守らせることを承認していた。
4月22日、レッチャー知事はロバート・E・リーをバージニア州陸軍と海軍の総司令官に任命した。4月24日、バージニア州とアメリカ連合国は、バージニア州がアメリカ連合国に加盟手続きを進める間も、バージニア州軍がアメリカ連合国大統領の全体指揮下に入ることに合意した。これらの展開によってバージニア州が脱退手続きを完了することが目に見えてきた。それ故にリンカーン大統領は、バージニア州で脱退問題について住民投票が行われるのを待たず、バージニア州をアメリカ連合国の一部として扱う行動を採った。4月27日、リンカーンは4月19日に宣言していた当初のアメリカ連合国7州の海上封鎖を、バージニア州やノースカロライナ州の港を含むように拡大させた。
5月3日、バージニア州軍ロバート・E・リー少将は、ヨーク川のヨークタウンから対岸にあるグロスターポイントの守備隊指揮官にウィリアム・B・タリアフェロー大佐を指名した。リー将軍は、その場所でヨーク川をカバーできる川岸砲台の建設と防衛について、バージニア州海軍大佐のウィリアム・C・ウィットルと協力するようタリアフェローに指示した。5月6日、タリアフェローはバージニア志願砲兵連隊であるリッチモンド榴弾砲連隊の中隊50名に、6ポンド砲2門を伴い、グロスターポイントに行って川岸砲台の防御と運営を援助するよう命令した。この砲兵は5月7日早朝にグロスターポイントに到着した。この部隊はまだ正式に南軍の陸軍や海軍に移管されていなかったが、バージニア兵は南軍およびその防衛部隊と呼応して行動していた。

## 戦闘
1861年5月初旬、アメリカ海軍（北軍）は既に、反乱側のバージニア州軍がヨーク川岸のグロスターポイントで砦を建設していることを知っていた。5月7日、北軍の艦隊司令官ガーレット・J・ペンダーグラストが、海軍大佐トマス・O・セルフリッジ・ジュニアに、報告のあった砦を調査するよう命じた。同日、USSヤンキーを指揮するセルフリッジ大尉は、その排水量328トン蒸気機関推進タグボートを転換した大砲2門装備の砲艦ヤンキーでヨーク川を遡り、グロスターポイントの砦について情報を探る目的で偵察を行った。ヤンキーが砲台から2,000ヤード (1,800 m) 以内に接近すると、砲台から砲艦の船首を超える砲弾を発射した。ヤンキーは緩りと前進を続けた。砲台から続けてもう1発の砲弾が砲艦に向けて放たれた。
セルフリッジ大尉は川岸砲台からヤンキーに向かって12発の砲弾が放たれたと報告したが、後の証言ではリッチモンド榴弾砲連隊のロバーツ・ベイカーが、バージニア軍は13発を放ったと述べていた。セルフリッジ大尉は砲台からの砲弾のうち2発を除いては届かなかったと報告した。ヤンキーが反撃して砲弾4発と破裂弾2発を砲台に向かって放った。セルフリッジは、敵の砲台が高い場所にあり、自艦の大砲は小さくて砲台や砦に損傷を与えられないので、敵軍の大砲を直撃できなかったと述べていた。ヤンキーの大砲は「軽い32ポンド砲」だった。セルフリッジは、反乱軍が「長射程32ポンド砲」2門と「8インチ榴弾砲」1門を持っていると見ていた。また反乱軍は約40名いると考えた。実際のところ、この日の砲台には小さな「6ポンド砲」2門しか無かった。
この砲撃戦の後で、ヤンキーは回航し、モンロー砦に近いハンプトン・ローズの基地に向かった。セルフリッジはその報告書でヤンキーが受けた損傷にして記述していない。バージニア軍のT・ロバーツ・ベイカーは砦からの砲弾2発がヤンキーに当たったと回想していた。両軍ともに死傷者は出なかった。
ベイカーの後の証言では、タリアフェロー大佐が5月7日にグロスターポイントでリッチモンド榴弾砲連隊の戦闘を指揮していたとしていたにも拘わらず、タリアフェロー大佐は5月8日付け報告書で、戦闘が起こった後にグロスターポイントに到着したと述べていた。タリアフェローに拠れば、ウィットル大尉がヤンキーに対する砲撃を指揮したとしていた。ウィットルはこれを否定した。リッチモンド榴弾砲連隊のジョン・トンプソン・ブラウン中尉は、このとき砲台に入っていた小さな砲兵隊を直接指揮した者だった。幾つかの史料では、バージニア州における南北戦争で最初に砲弾を放った者としてブラウンを挙げている。ブラウンは5月9日に大尉に昇進された。

## 戦闘の後
5月11日までに、バージニア兵はグロスターポイントの砲台に9インチ (229 mm) 砲2門を据え、さらに2門を据える用意をしていた。6月25日までに南軍はこの砲台に14門の重砲を据えさせていた。リッチモンド榴弾砲連隊の砲兵はグロスターポイントの任務を解除され、5月26日にヨークタウンに移った。リッチモンド榴弾砲連隊が6月10日のビッグベセルの戦いに参戦した。
グロスターポイントで起きたような北軍砲艦とバージニア陸上砲台との小さな交戦は、間もなくスウェルズポイント、アキアクリーク、さらにピッグポイントで発生した。グロスターポイントの戦いは、その後の戦闘と共に、北軍によるチェサピーク湾および南部州全海岸の封鎖作戦の一部と考えられている。
南軍は1年後の1862年5月3日から4日の夜に、グロスターポイントとヨークタウンの砲台を放棄した。このときは半島方面作戦の最中にあり、南軍がバージニア半島からリッチモンドに後退する動きの中で行われた。
ジョン・トンプソン・ブラウン大尉は、最終的に大佐になった。ゲティスバーグの戦いでは北バージニア軍第2軍団の砲兵隊を指揮した。荒野の戦いでは砲兵3個大隊による師団を指揮しており、1864年5月6日の戦闘で戦死した。